# San Sebastián (Comayagua)
San Sebastián – gmina (municipio) w środkowym Hondurasie, w departamencie Comayagua. W 2010 roku zamieszkana była przez ok. 3,3 tys. mieszkańców. Siedzibą administracyjną jest miejscowość San Sebastián.

## Położenie
Gmina położona jest w południowej części departamentu. Graniczy z 7 gminami:
- La Paz i Cane od północy,
- Villa de San Antonio od wschodu,
- Lejamaní i Guajiquirood południa,
- Humuya i San Pedro de Tutule od zachodu.

## Demografia
Według danych honduraskiego Narodowego Instytutu Statystycznego na rok 2010 struktura wiekowa i płciowa ludności w gminie przedstawiała się następująco:
| Wiek          | 0–3 | 4–6 | 7–12 | 13–17 | 18–24 | 25–64 | 65+ | razem |
| San Sebastián | 352 | 243 | 487  | 374   | 456   | 1 221 | 193 | 3 326 |
| Mężczyźni     | 164 | 113 | 243  | 162   | 232   | 594   | 91  | 1 600 |
| Kobiety       | 188 | 130 | 244  | 212   | 224   | 627   | 102 | 1 726 |